# Fischerhäusl

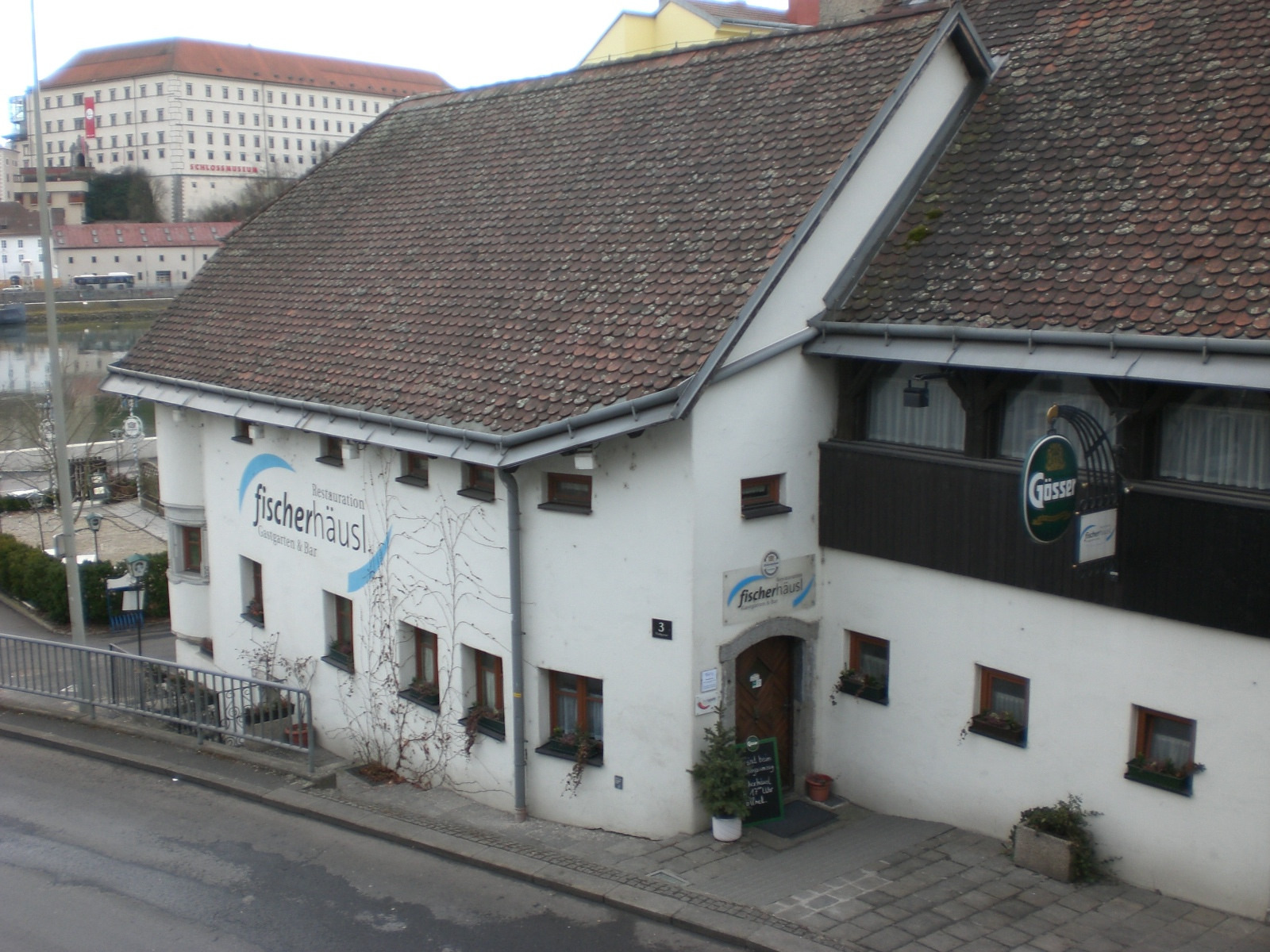
Das Fischerhäusl in Urfahr mit dem Linzer Schloss auf der gegenüberliegenden Seite der Donau im Hintergrund

Das Fischerhäusl in Linz ist eines der ältesten Gebäude des früheren Fischerdorfes Alt-Urfahr und wurde 1642 erbaut. 
Der Kern des Hauses stammt aus dem frühen 16. Jahrhundert. Gotische Fensterelemente und Gebäudeteile im Stil der Renaissance weisen auch heute noch darauf hin.
Im 19. Jahrhundert diente das direkt am Fluss gelegene Gebäude als Zollstation für die Donau. Zur Zeit des Jahrhunderthochwassers im Jahr 1954 gehörte das Gebäude der Konditor-Familie Stiftinger-Hoffelner und wurde dann einige Jahrzehnte lang als Lokal geführt.
Das Haus ist Eigentum der Stadtgemeinde Linz. Im April 2002 wurde der Gastronomiebetrieb nach dringend notwendig gewordenen Renovierungen unter neuem Betreiber wieder eröffnet. Das Haus war mit einem Aufwand von rund 654.000 Euro innerhalb eines halben Jahres saniert und grundlegend modernisiert worden. Nur vier Monate später, im August, richtete jedoch das große Hochwasser erheblichen Schaden an, für dessen Behebung mit 220.000 Euro erneut ein größerer Betrag ausgegeben wurde.